# Atonio Mafi
Atonio Mafi (nacido el 20 de octubre de 2000) es un jugador de fútbol americano profesional estadounidense de los New England Patriots de la National Football League (NFL). Jugó fútbol americano universitario para los UCLA Bruins y fue seleccionado y galardonado en la quinta ronda (144 en general) del Draft de la NFL de 2023 por los Patriots.

## Primeros años de vida
Mafi nació el 20 de octubre de 2000 y es de ascendencia tongana. Creció jugando al rugby antes de cambiarse al fútbol americano. Asistió a la escuela secundaria Junípero Serra en San Mateo, California, y jugó fútbol americano en ambos lados de la pelota, siendo clasificado como un prospecto de tres estrellas y uno de los 130 mejores jugadores en California, según ESPN. Fue nombrado Jugador Co-Ofensivo del Año de la Sección de la Costa Central, jugador más valioso de WCAL y primer equipo All-CIF, y finalmente se comprometió a jugar fútbol americano universitario en UCLA después de mudarse de California.

## Carrera universitaria
Reclutado en UCLA para jugar en la línea defensiva, Mafi pesaba 411 libras cuando ingresó por primera vez a la escuela. Tenía una camiseta talla XXXXL, cintura talla 50 y 40% de grasa corporal. Una de sus comidas favoritas en ese momento consistía en cinco hamburguesas de carne con queso, una doble orden de papas fritas y un batido, que totalizaban 177 gramos de grasa y 3240 calorías, más del 150% de la ingesta diaria recomendada. Le dijeron que necesitaba perder peso para tener la oportunidad de jugar, y pudo bajar a 390 libras cuando comenzó la temporada. Mafi ganó el puesto de titular y fue el único verdadero estudiante de primer año que comenzó en la línea defensiva. Apareció en 12 juegos en el año, comenzando nueve, y registró 16 tacleadas como nose tackle.
Mafi se redujo a 357 libras al comienzo de la temporada 2019 y registró 28 tacleadas, incluidas cuatro TFLs, una captura y un balón suelto forzado mientras aparecía en 12 juegos, cinco de los cuales fue titular. Se mudó a la línea ofensiva en 2020 y vio acción limitada en siete juegos como reserva. Al año siguiente, Mafi disputó 12 partidos, tres como titular.
Cuando Mafi ingresó a su último año en 2022, pesaba 377 libras. Le dijeron que nuevamente necesitaba perder peso, y su entrenador le dijo: «Si pierdes peso, tendrás una oportunidad». Mafi siguió un plan de dieta y ejercicio y finalmente pudo bajar a 340 cuando comenzó la temporada. Terminó siendo titular en los 13 juegos y fue nombrado segundo equipo todas las conferencias en la Pac-12. Terminó su paso por la UCLA con 56 partidos jugados, empatando el récord escolar.

## Carrera profesional
Antes del Draft de la NFL de 2023, Los Angeles Times publicó un diario semanal escrito por Mafi. Proyectado entre la cuarta y la sexta ronda del Draft de la NFL de 2023, finalmente fue elegido por los New England Patriots con la selección número 144 en la quinta ronda.